# Стивенсон, Шакур
Эш-Шакур Нафи-Шахид Стивенсон (англ. Ash-Shakur Nafi-Shahid Stevenson; род. 28 июня 1997, Ньюарк, Нью-Джерси, США) — американский боксёр-профессионал, выступающий в полулёгкой, второй полулёгкой и лёгкой весовых категориях. Серебряный призёр Олимпийских игр (2016), Олимпийский чемпион среди юниоров (2014), двукратный чемпион мира среди юниоров (2013, 2014) в любителях.
Среди профессионалов действующий чемпион мира в легком весе WBC (2023 — н.в.), бывший чемпион мира по версиям WBC (2022), WBO (2021—2022) и The Ring (2022), временный чемпион мира по версии WBO (2021) во 2-м полулёгком весе. Также бывший чемпион мира по версии WBO (2019—2020) в полулёгком весе.

## Биография
Шакур «Бам» Стивенсон родился 28 июня 1997 года в городе Ньюарк, штат Нью-Джерси. Названный в честь известного рэпера Тупака Шакура, Стивенсон является старшим среди девяти детей в семье.

## Любительская карьера
С боксом будущего чемпиона познакомил его дед, который был тренером в местном боксёрском клубе. С пяти лет Шакур начал посещать зал бокса и сразу полюбил этот спорт.
В 2013 году 16-летний Шакур отправился на юношеский чемпионат мира, где в красочном стиле выиграл все 5 поединков, не уступив ни в одном из раундов. Уже через год, в 2014 году, на юношеском чемпионате мира Стивенсон уверенно берёт золото, выиграв все поединки и не дав возможности своим противникам выиграть ни одного очка. А три месяца спустя 17-летний Шакур не оставляет шансов своим соперникам и становится олимпийским чемпионом среди юношей в весовой категории до 52 кг.
В марте 2016 года стал победителем Олимпийского отборочного турнира в Аргентине, одолев всех оппонентов и отправив в нокаут уругвайского боксёра Матиаса Багнадо. А в августе 2016 года на Олимпийских играх в Рио-де-Жанейро завоевал серебряную медаль, в финале проиграв по очкам кубинцу Робейси Рамиресу.

## Профессиональная карьера

### Полулегкий вес
22 апреля 2017 года дебютировал на профессиональном ринге, одержав победу техническое решение во 6-м раунде (счёт: 60—54 — трижды) над опытным соотечественником Эдгаром Брито.
26 октября 2019 года, в 13-м своём профессиональном бою, победил единогласным решением судей (счёт: 119—109 — трижды) небитого соотечественника Джоэта Гонсалеса и завоевал вакантный титул чемпиона по версии WBO в полулёгком весе.

### Второй полулёгкий вес
12 июня 2021 года единогласным решением судей (счёт: 120—107 — трижды) победил намибийца Джеремию Накатила, и завоевал временный титул чемпиона мира по версии WBO во 2-м полулёгком весе.

#### Бой с Джаймелем Херрингом
23 октября 2021 года в Атланта, (США) в главном событии вечера бокса победил действующего чемпиона мира по версии WBO во втором полулёгком весе (до 59 кг) Джаймела Херринга нокаутом в 10 раунде. Более молодой претендент доминировал на протяжении боя и был лучше во всех аспектах. Чемпион смог взять лишь 5-й раунд, но на ход боя это никак не повлияло. В 9-м раунде Херринг получил рассечение, в следующем раунде осмотрен доктором получив разрешение боксировать, но рефери всё же остановил бой ввиду большого числа пропускаемых чемпионом ударов. Стивенсон был объявлен победителем и новым чемпионом мира WBO во втором весе. После боя бросил вызов чемпиону WBC в этом же весе Оскару Вальдесу.

#### Объединительный бой с Оскаром Вальдесом
30 апреля 2022 года в Лас-Вегасе (США) провёл объединительный бой с чемпионом мира по версии WBC во 2-м полулёгком весе Оскаром Вальдесом из Мексики. Оскар агрессивно начал и шел вперед, Шакур работал от джеба находясь на дистанции. Мексиканцу хорошо дался 3-й раунд где он был активней: работал по корпусу и взял раунд за счет точных попаданий. Однако к 6-му раунду Вальдес устал, снизил темп, что привело в этой трехминутке к нокдауну когда Стивенсон провалил его и пробил в догонку. Вторая половина встречи так же осталась за Шакуром, кроме концовки, где он решил "велосипедить" и Вальдес взял за счет активности. Шакур одержал победу единогласным решением судей: 117—110, 118—109, 118—109.

#### Бой с Робсоном Консейсаном
23 сентября 2022 года в Ньюарке (США) встретился с бразильцем Робсоном Консейсаном. Стивенсон не уложился в лимит весовой категории, был лишён титулов перед боем и не претендовал на них. Поединок продолжался все 12 раундов и завершился уверенной победой американца единогласным решением судей: 117—109, 117—109, 118—108. В четвёртом раунде Стивенсон сбил с ног своего соперника, однако Консейсао продолжил бой. В девятом раунде рефери отметил нарушение Шакура, снимая очко за бросок соперника.

### Легкий вес

#### Бой с Шуичиро Йошино
8 апреля 2023 года в Ньюарке (США) провёл дебютный поединок в лёгком весе против японца Шуичиро Йошино, выиграв бой техническим нокаутом в 6-м раунде. Статус боя был элиминатор по линии WBC и победитель боя получал право оспорить полноценный титул. В первом раунде Шуичиро постоянно шел вперед и создавал давление, но с точностью были проблемы. Шакур работал вторым номером и был значительно точней. Во втором раунде Шакур перестал отдавать пространство свалив оппонента левым кроссом, японец смог достоять до конца раунда. В четвертом раунде Йошино снова упал, но уже от мощной двойки в голову. В 6-м раунде рефери решил с японца достаточно и остановил бой. 

#### Чемпионский бой с Эдвином Де Лос Сантосом
16 ноября 2023 года в Лас-Вегасе (США) провёл бой за вакантный титул чемпиона мира по версии WBC в лёгком весе c доминиканцем Эдвином Де Лос Сантосом. Шакур Стивенсон выиграл единогласным решением судей: 115—113, 115—113 и 116—112. Бой прошёл достаточно скучно и установил рекорд CompuBox по наименьшему количеству нанесенных ударов в поединке из двенадцати раундов. Зрители выразили своё недовольство.

#### Бой с Артемом Арутюняном
6 июля 2024 года в Ньюарке (США) уверенно защитил свой титул WBC в легком весе с немцем армянского происхождения Артемом Арутюняном.
Чемпион на протяжении всего боя был значительно точнее претендента. В первой половине боя работая на контратаках, и после 6-го раунда забрав контроль ринга и активность он имел больше точных попаданий чем Артуюнян. Судьи посчитали правильно: 119—109, 118—110 и 116—112 в пользу чемпиона. Послематчевая статистика системы Compubox показала, что Шакур нанёс почти на 100 точных ударов больше (170-74), был точнее как в джебах (44-17), так и силовых (126-57). По контракту это был последний бой с Top Rank.

#### Бой с Джошем Пэдли
22 февраля 2025 года в Эр-Рияде победил техническим нокаутом в 9-м раунде небитого британского боксёра Джоша Пэдли, который в срочном порядке заменил заболевшего Флойда Скофилда. Первый раунд на удивление вышел конкурентным, последующие же проходили при преимуществе фаворита. Пэдли держался на характере, старался атаковать, шёл вперёд, но класс Стивенсона был на другом уровне - он комбинировал по этажам, показывал высокую скорость, отличный футворк. Развязка наступила в 9-м раунде. Пэдли три раза брал колено от ударов в корпус и его угол выбросил полотенце. 

#### Бой с Уильямом Сепедой
12 июля 2025 года в Нью-Йорке состоялся вечер бокса Ring III от Турки Аль аш-Шейха, в рамках которого прошёл поединок между чемпионом WBC Стивенсоном и обязательным претендентом, временным чемпионом WBC Уильямом Сепедой (33-0). Мексиканский агрессор - претендент сразу занял центр и начал теснить чемпиона. За Сепедой было большое количество ударов, в каждом раунде боя он перерабатывал чемпиона количеством. Стивенсон провел бой более зрелищно, чем прошлые поединки. Он часто принимал открытый бокс Сепеды и в первой половине боя его преимущества не было. Вторую половину боя он выглядел лучше, Сепеда начал уставать и снизил давление. Стивенсон в ответ увеличил точность попаданий и движение. Счёт судей дважды 118—110 и 119—109. Счёт не отражает происходвишее в бою о чем свидетельствует компьютеризированная система подсчёта ударов Compubox: Сепеда нанес 979 против 565 у Стивенсона. Точность попаданий 272 против 295  в пользу чемпиона. У Уильяма больше точных джебов 119 на 96, а у Шакура силовых 199 на 153. 

## Статистика профессиональных боёв
В таблице перечислены результаты всех поединков боксёров.
В каждой строке указан результат поединка. Дополнительно номер поединка обозначен цветом, который обозначает итог поединка. Расшифровка обозначений и цветов представлена в нижеследующей таблице.
| Пример | Расшифровка                     |
| ------ | ------------------------------- |
|        | Победа                          |
|        | Ничья                           |
|        | Поражение                       |
|        | Планируемый поединок            |
|        | Поединок признан несостоявшимся |
| КО     | Нокаут                          |
| ТКО    | Технический нокаут              |
| PTS    | Решение судей (по очкам)        |
| UD     | Единогласное решение судей      |
| MD     | Решение большинства судей       |
| SD     | Раздельное решение судей        |
| RTD    | Отказ от продолжения боя        |
| DQ     | Дисквалификация                 |
| NC     | Поединок признан несостоявшимся |

| 24 поединка, 24 победы (11 нокаутом).                     | 24 поединка, 24 победы (11 нокаутом). | 24 поединка, 24 победы (11 нокаутом). | 24 поединка, 24 победы (11 нокаутом). | 24 поединка, 24 победы (11 нокаутом).                   | 24 поединка, 24 победы (11 нокаутом). | 24 поединка, 24 победы (11 нокаутом). |
| Бой                                                       | Рекорд                                | Дата боя                              | Соперник                              | Место проведения боя                                    | Результат                             | Дополнительно |
| --------------------------------------------------------- | ------------------------------------- | ------------------------------------- | ------------------------------------- | ------------------------------------------------------- | ------------------------------------- | --- |
| 24                                                        | 24-0                                  | 12 июля 2025                          | Уильям Сепеда (30-0)                  | Louis Armstrong Stadium, Нью-Йорк, США                  | UD 12                                 | Бой за титул чемпиона мира по версии WBC (3-я защита Стивенсона) в легком весе. Счёт судей: 118-110, 118-110, 119-109. |
| 23                                                        | 23-0                                  | 22 февраля 2025                       | Джош Пэдли (15-0)                     | Kingdom Arena, Эр-Рияд, Саудовская Аравия               | TKO 9 (12), 3:00                      | Бой за титул чемпиона мира по версии WBC (2-я защита Стивенсона) в легком весе. |
| 22                                                        | 22-0                                  | 6 июля 2024                           | Артем Арутюнян (12-2)                 | Prudential Center, Ньюарк, Нью-Джерси, США              | UD 12                                 | Бой за титул чемпиона мира по версии WBC (1-я защита Стивенсона) в легком весе. Счёт судей: 119-109, 118-110 и 116-112. |
| 21                                                        | 21-0                                  | 16 ноября 2023                        | Эдвин Де Лос Сантос (16-1)            | Ти-Мобайл Арена, Лас-Вегас, Невада, США                 | UD 12                                 | Бой за вакантный титул WBC в легком весе. Счёт судей: 116-112, 115-113, 116-112. |
| 20                                                        | 20-0                                  | 8 апреля 2023                         | Шуичиро Йошино (16-0)                 | Пруденшал-центр, Ньюарк, Нью-Джерси, США                | TKO 6 (12), 1:35                      | Дебют в легком весе. |
| Перешёл в лёгкий вес — до 135 фунтов (61,235 кг).         |                                       |                                       |                                       |                                                         |                                       | |
| 19                                                        | 19-0                                  | 23 сентября 2022                      | Робсон Консейсан (17-1)               | Пруденшал-центр, Ньюарк, Нью-Джерси, США                | UD 12                                 | Бой за вакантные титулы чемпиона мира по версиям WBC, WBO и The Ring во 2-м полулёгком весе. Стивенсон не уложился в лимит весовой категории, был лишён титулов и не претендовал на них. Счёт судей: 118-108, 117-109 (дважды). |
| 18                                                        | 18-0                                  | 30 апреля 2022                        | Оскар Вальдес (30-0)                  | MGM Grand, Лас-Вегас, Невада, США                       | UD 12                                 | Объединил титулы чемпиона мира по версиям WBC (2-я защита Вальдеса), WBO (1-я защита Стивенсона) и вакантный титул The Ring во 2-м полулёгком весе. Счёт судей: 117-110, 118-109 (дважды).                                      |
| 17                                                        | 17-0                                  | 23 октября 2021                       | Джамель Херринг (23-2)                | Стэйт Фарм-арена, Атланта, Джорджия, США                | TKO 10 (12), 1:30                     | Завоевал титул чемпиона мира по версии WBO (4-я защита Херринга) во 2-м полулёгком весе. |
| 16                                                        | 16-0                                  | 12 июня 2021                          | Джеремия Накатила (21-1)              | MGM Grand, Лас-Вегас, Невада, США                       | UD 12                                 | Завоевал временный титул чемпиона мира по версии WBO во 2-м полулёгком весе. Счёт судей: 120-107 (трижды). |
| 15                                                        | 15-0                                  | 12 декабря 2020                       | Тока Кан Клэри (28-2)                 | MGM Grand, Лас-Вегас, Невада, США                       | UD 10                                 | Счёт судей: 100-90 (трижды). |
| 14                                                        | 14-0                                  | 9 июня 2020                           | Феликс Карабальо (13-1-2)             | MGM Grand, Лас-Вегас, Невада, США                       | KO 6 (10), 1:31                       | Первый бой в новом, 2-м полулёгком весе (до 58,97 кг). |
| Перешёл во 2-й полулёгкий вес — до 130 фунтов (58,97 кг). |                                       |                                       |                                       |                                                         |                                       | |
| 13                                                        | 13-0                                  | 26 октября 2019                       | Джоэт Гонсалес (23-0)                 | Reno-Sparks Convention Center, Рино, Невада, США        | UD 12                                 | Завоевал вакантный титул чемпиона по версии WBO в полулёгком весе. Счёт: 119-109 (трижды). |
| 12                                                        | 12-0                                  | 13 июля 2019                          | Альберто Гевара (27-4)                | Пруденшал-центр, Ньюарк, Нью-Джерси, США                | KO 3 (10), 2:37                       | Защитил титул чемпиона по версии WBO NABO (1-я защита Стивенсона) в полулёгком весе. |
| 11                                                        | 11-0                                  | 20 апреля 2019                        | Кристофер Диас (24-1)                 | Мэдисон-сквер-гарден, Нью-Йорк, штат Нью-Йорк, США      | UD 10                                 | Завоевал вакантный титул чемпиона по версии WBO NABO и защитил титул IBF Inter-Continental (1-я защита Стивенсона) в полулёгком весе. Счёт судей: 100-90, 99-91, 98-92.                                                         |
| 10                                                        | 10-0                                  | 18 января 2019                        | Джесси Крис Росалес (22-1-1)          | Turning Stone Resort Casino, Верона, штат Нью-Йорк, США | TKO 4 (10), 1:29                      | Завоевал вакантные титулы чемпиона по версиям WBC Continental Americas и IBF Inter-Continental в полулёгком весе. |
| 9                                                         | 9-0                                   | 13 октября 2018                       | Виорел Симион (21-2)                  | CHI Health Center, Омаха, Небраска, США                 | TKO 1 (10), 3:00                      | Завоевал вакантный титул чемпиона по версии WBO NABO и защитил титул IBF Inter-Continental (1-я защита Стивенсона) в полулёгком весе.                                                                                           |
| 8                                                         | 8-0                                   | 18 августа 2018                       | Карлос Руис (16-4-2)                  | Ocean Casino Resort, Атлантик-Сити, Нью-Джерси, США     | UD 8                                  | Счёт судей: 80-72, 80-72, 80-72. |
| 7                                                         | 7-0                                   | 9 июня 2018                           | Элио Мескита (16-1)                   | MGM Grand, Лас-Вегас, Невада, США                       | TKO 2 (8), 1:45                       | |
| 6                                                         | 6-0                                   | 28 апреля 2018                        | Роксберг Патрик Райли (12-0)          | Liacouras Center, Филадельфия, Пенсильвания, США        | TKO 2 (8), 1:35                       | Счёт судей: 80-72, 80-72, 80-72. |
| 5                                                         | 5-0                                   | 16 февраля 2018                       | Хуан Тапиа (8-1)                      | Grand Sierra Resort, Рино, Невада, США                  | UD 8                                  | Счёт судей: 80-72, 80-72, 80-72. |
| Бой                                                       | Рекорд                                | Дата боя                              | Соперник                              | Место проведения боя                                    | Результат                             | Дополнительно |